# Герд Гонсік
Герд Гонсік (* 10 жовтня 1941, Відень, Австрія — 7 квітня 2018, Шопрон, Угорщина) — австрійський журналіст, письменник, поет і ревізіоніст Голокосту.

## Біографія
Гонсік був активістом в австрійському «Volksbewegung» («Народний рух»), також відомий як «Volksbewegung gegen Überfremdung» («Народний рух проти проникнення іноземців»)" («People's Movement») і «Ausländer-Halt-Bewegung» («Рух — стоп іноземцям»), а також у ультраправій партії Австрії НДП. Він був засновником групи ополченців «Національний фронт», який відповідно до свого статуту проводив заходи щодо «скасування системи»
Інколи підписувався псевдонімом «Gerhon Endsik» — анаграма його ім'я подовжена на дві літери, яка покликається з німецьким політичним терміном Endsieg («остаточна перемога»).
5 травня 1992 року Гонсік був оштрафований і засуджений австрійським судом у Відні до 18-місячного тюремного ув'язнення у зв'язку з його діяльністю як ревізіоніста Голокосту, зокрема видання книг, в одній з яких він викриває Симона Візенталя, в іншій під назвою «Виправдання Гітлера» (нім. Freisprüch für Hitler) він намагається виправдати деякі злочини нацистської епохи, в книзі «33 свідки, які свідчать проти брехні газових камер» (англ. 33 Witnesses against the Gas Chamber Lie) він заперечує існування в концтаборах газових камер як знарядь вбивства.
Після проголошення вироку подався у вигнання до Іспанії, щоб уникнути покарання у вигляді позбавлення волі.
В Іспанії видавав щомісячний бюлетень ревізіоністського спрямування в стислому форматі під назвою «Стій!» («Stop!»), що означає «Зупиніть ненависть і брехню!».
В серпні 2007 року іспанська влада, відповідно до міжнародного ордеру на арешт, затримала Гонсіка в Малазі і екстрадувала його на батьківщину для відбування 18-місячного тюремного ув'язнення, до якого він був засуджений у 1992 р. за заперечення Голокосту. Австрійський суд постановив виконати вирок 1992 року. Хонсік подав апеляцію, вимагаючи скоротити тюремний термін через свій похилий вік і поганий стан здоров'я, втім прокурори просили покарати письменника більш суворо. У результаті суд залишив вирок в силі: автор скандальних книг проводить в ув'язненні 18 місяців.
Поки Гонсік перебував за ґратами, обвинувачі підготували нову кримінальну справу, з більш широкою доказовою базою — за роки життя в Іспанії письменник розповсюдив в інтернеті безліч статей, що викривали, на думку австрійських прокурорів, його праворадикальні погляди. У рамках нової справи йшлося про статті, які 67-річний підсудний опублікував в Іспанії. 28 квітня 2009 року Гонсік був засуджений віденським судом присяжних до п'яти років тюремного ув'язнення за «рецидив», пізніше строк було скорочено до чотирьох років. Прокурор стверджував, що Хонсік є «одним з ідеологічних лідерів» європейського руху неонацистів і, що, розповсюдження його «часописів ненависті» в школах, порушує австрійське законодавство.
Помер 7 квітня 2018 року у віці 76 років у Шопроні в Угорщині, де жив з 2017 року.

## Публікації
- Lüge, wo ist dein Sieg? Dichtung eines österreichischen Dissidenten. Eigenverlag, Königstetten 1981
- Freispruch für Hitler? 37 ungehörte Zeugen wider die Gaskammer. Hrsg. v. Burgenländischen Kulturverband, Wien 1988 (in Deutschland indiziert)
- Schelm und Scheusal. Meineid, Macht und Mord auf Wiesenthals Wegen. Hg. Bright Rainbow-Limited, 1993
- Sein letzter Fall. Dr. Herbert Schaller für Honsik gegen Simon Wiesenthal. 1996
- Im Alcázar nichts Neues! Das Epos des Zwanzigsten Jahrhunderts. Hg. Göran Holming, Major a.D., 2002
- Rassismus legal? Halt dem Kalergi-Plan. Hg. Bright Rainbow-Limited, o.J.- Zweite Aufl. udT: Rassismus legal? Der Juden drittes Reich. Verleger Bright-Rainbow, Castelldefells (Barcelona), 2005 ISBN 8492272554
- Der Blumenkrieg. Sollen meine Bücher brennen? Aus den gerichtlich verfolgten Gedichtbänden des einschlägig vorbestraften Gerd Honsik. Hg. Burgenländische Kulturgesellschaft, o.J
- Von Deutschlands Freiheitskampf — Die großen Balladen und die kleinen Verse des meistverfolgten Dichters Europas. Honsiks gesammeltes lyrisches Werk. Gibraltar, Wheatcroft Associacion, o.J
- Fürchtet euch nicht. Wien, Eigenverlag, o.J.
- Ein Prophet entkam. Hg. Göran Holming, Major a.D, o.J. (Diverse Aufsätze von Gerd Honsik aus den Schriften Der Babenberger und Halt)

## Медіа
- Герду Хонсику дали 5 лет за книгу о Гитлере [Архівовано 2 травня 2009 у Wayback Machine.] Сюжет на телеканалі «Вісті» (Росія) 28.04.2009